# Kostići (Bośnia i Hercegowina)
Kostići (cyr. Костићи) – wieś w Bośni i Hercegowinie, w Republice Serbskiej, w gminie Kneževo. W 2013 roku liczyła 342 mieszkańców.